# Fouqueure
Fouqueure est une commune du sud-ouest de la France, située dans le département de la Charente (région Nouvelle-Aquitaine).
Ses habitants sont les Fouqueurois et Fouqueuroises, ou les Fouquécois et Fouquécoises.

## Géographie

### Localisation et accès
Fouqueure est une commune du Nord Charente située entre Aigre et Mansle, à 27 km au nord d'Angoulême.
Appartenant au canton d'Aigre, elle est à 5 km à l'est d'Aigre, et 8 km à l'ouest de Mansle, sur la D.739, route qui relie ces deux localités et qui va de Fontafie à Rochefort par Mansle et Saint-Jean-d'Angély. Le bourg est aussi à 11 km de Saint-Amant-de-Boixe, 16 km de Rouillac et 19 km de Ruffec.
La commune est aussi desservie par la D 184 qui passe au bourg, et la D 40 qui passe au nord-est entre Luxé et Tusson.
La gare la plus proche est celle de Luxé, desservie par des TER à destination d'Angoulême, Poitiers et Bordeaux.

### Hameaux et lieux-dits
L'habitat se concentre au bourg et la commune ne compte que deux hameaux : la Talonnière à l'ouest et Mallenville au sud.

Mallenville
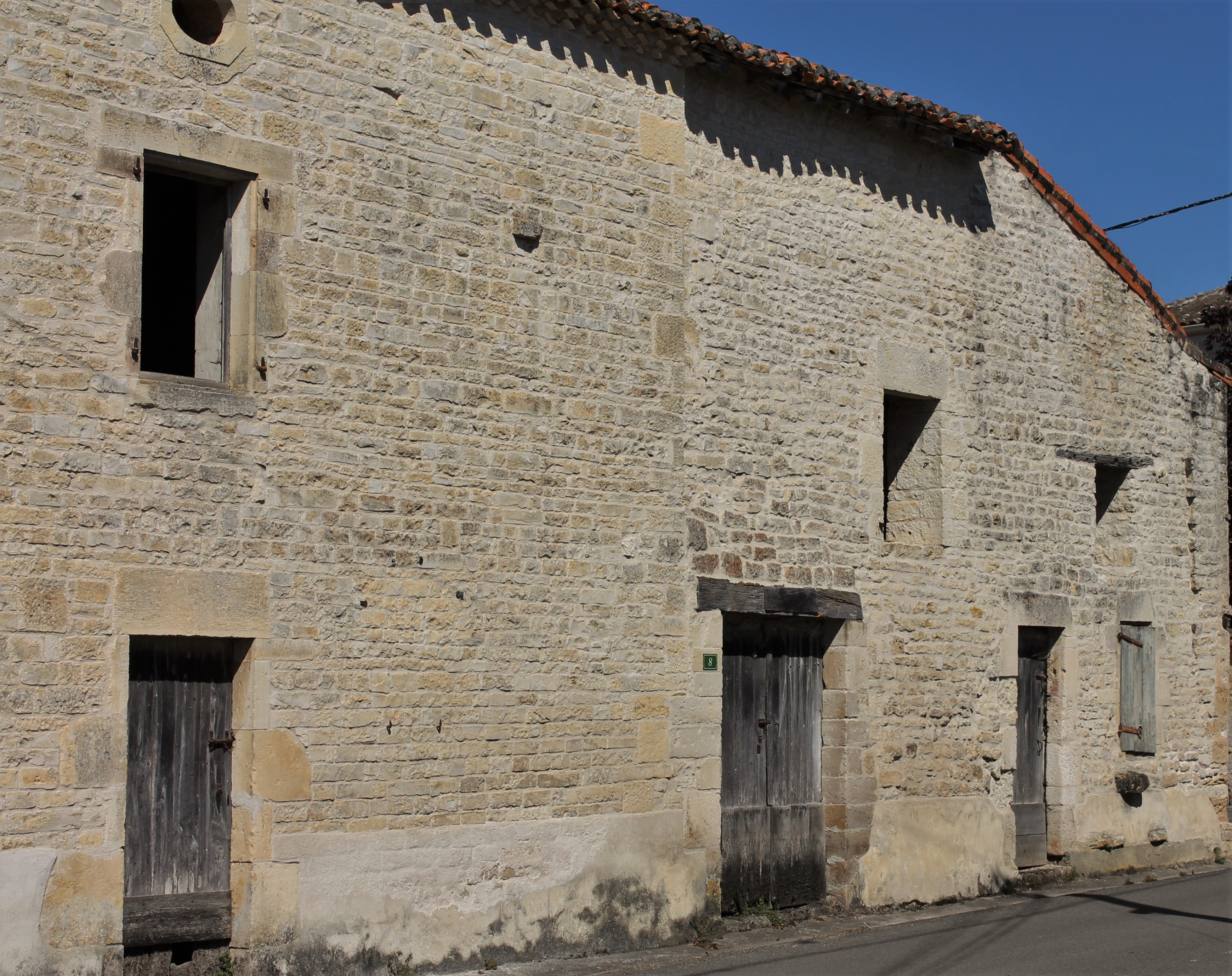
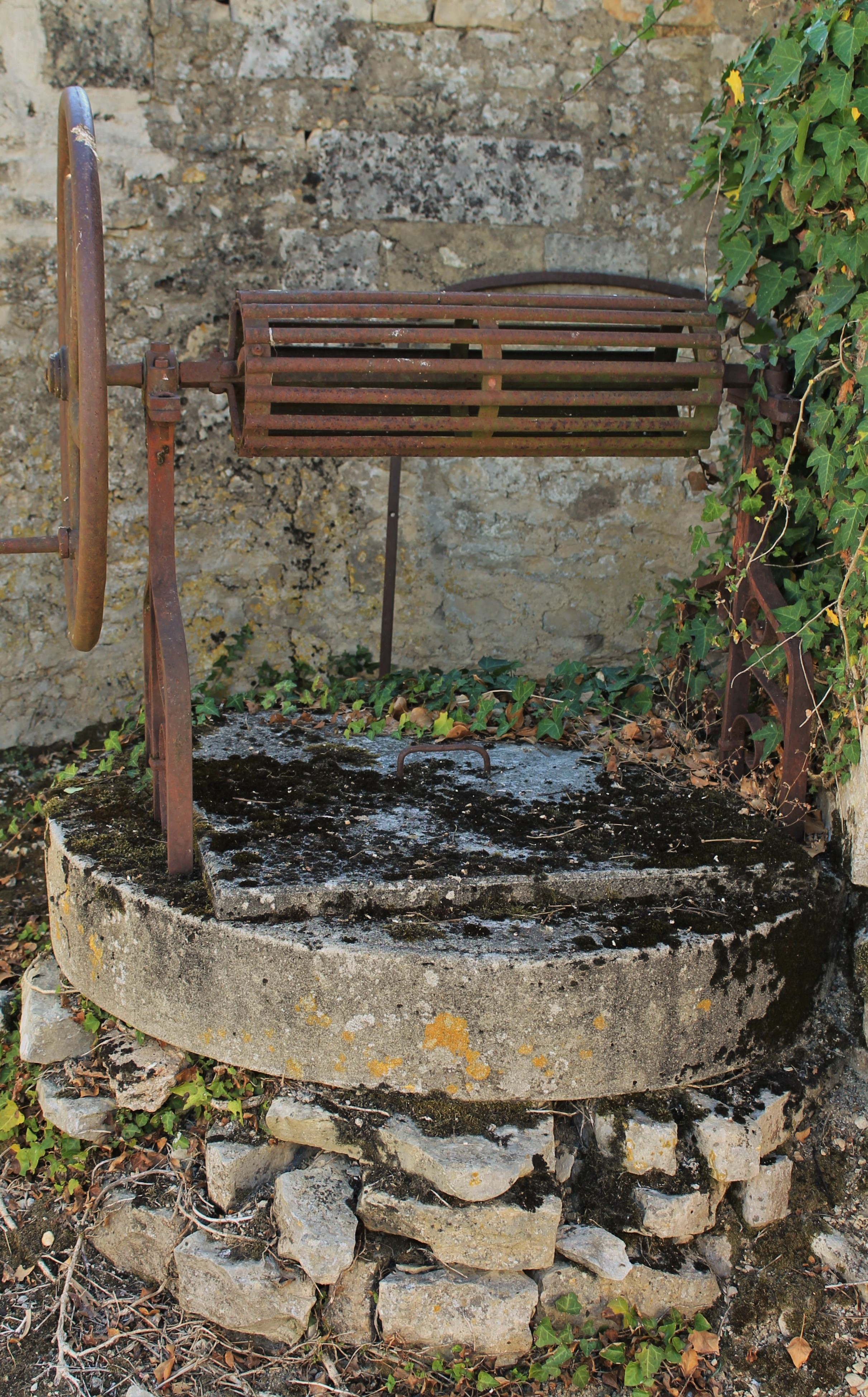
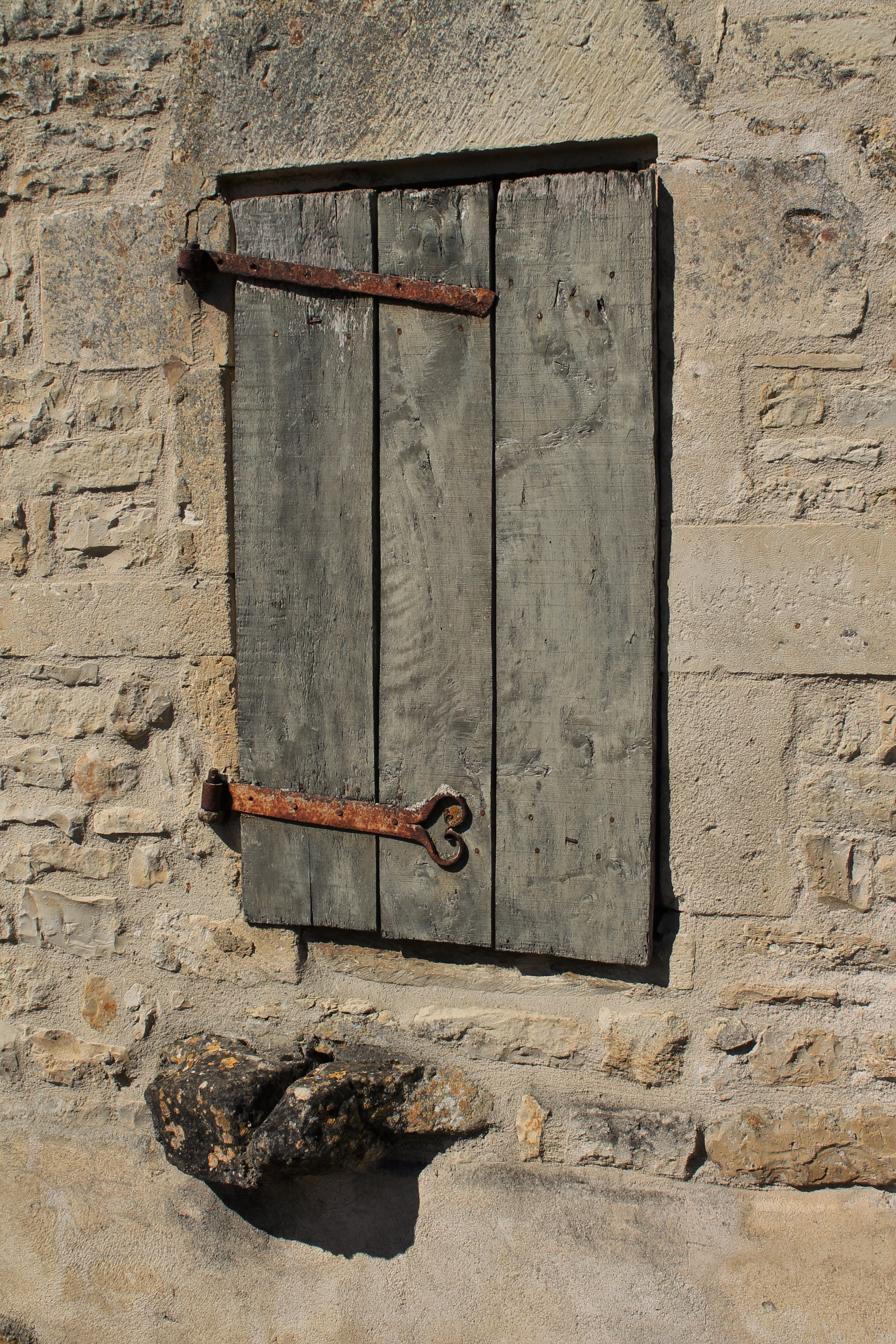

### Communes limitrophes
| Aigre              | Tusson    | Ligné     |
| Marcillac-Lanville | Fouqueure | Luxé      |
|                    | Ambérac   | Villognon |

### Géologie et relief
La commune est située sur des terrains calcaires qui datent du Jurassique supérieur (fin Oxfordien et Kimméridgien). À l'est et à l'ouest du bourg ainsi que sur les flancs de la vallée de la Charente, on trouve des colluvions sous forme de grèzes datant du Quaternaire. Les vallées (Aume et Charente) sont couvertes d'alluvions, élevées en terrasses pour les plus anciennes qui arrivent jusqu'au bourg,,.
Le relief de la commune est celui d'un bas plateau d'une altitude moyenne de 80 m, légèrement incliné vers le sud où sont les vallées de la Charente au sud-est et au sud, et celle de l'Aume au sud-ouest. Le sud de la commune où se situe le bourg est occupé par une plaine. Le point culminant est à une altitude de 123 m, situé dans la forêt de Tusson sur la limite nord de la commune. Le point le plus bas est à 50 m, situé le long de la Charente à l'extrémité sud. Le bourg est à 60 m d'altitude.

### Hydrographie

#### Réseau hydrographique

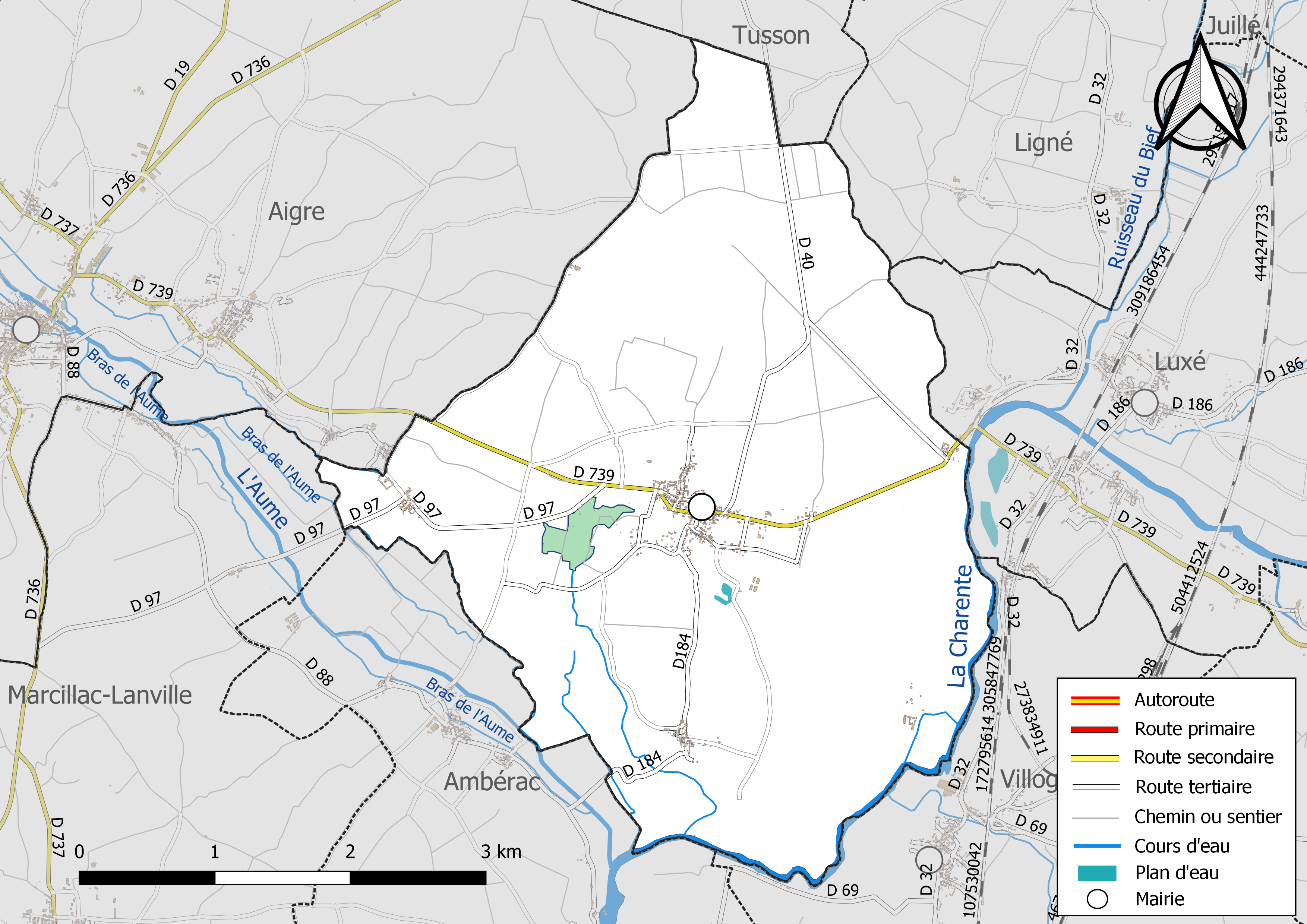
Réseaux hydrographique et routier de Fouqueure.

La commune est située dans le bassin versant de la Charente au sein  du Bassin Adour-Garonne. Elle est drainée par la Charente, l'Aume, le ruisseau de la Brangerie et par divers petits cours d'eau, qui constituent un réseau hydrographique de 11 km de longueur totale,.
La commune est bordée à l'est et au sud par la Charente, en aval de Mansle et en amont de Montignac. D'une longueur totale de 381,4 km, prend sa source en Haute-Vienne, dans la commune de Chéronnac, et se jette  dans le Golfe de Gascogne, après avoir traversé 117 communes.
L'Aume, rivière qui arrose Aigre, passe en limite sud-ouest de la commune avant de se jeter dans la Charente.
Le centre de la commune à l'ouest du bourg est occupé par des tourbières, aux Ganets, zone au sud de laquelle on trouve la Font Péraud, petite source.

#### Gestion des eaux
Le territoire communal est couvert par le schéma d'aménagement et de gestion des eaux (SAGE) « Charente ». Ce document de planification, dont le territoire correspond au bassin de la Charente, d'une superficie de 9 300 km2, a été approuvé le 19 novembre 2019. La structure porteuse de l'élaboration et de la mise en œuvre est l'établissement public territorial de bassin Charente. Il définit sur son territoire les objectifs généraux d’utilisation, de mise en valeur et de protection quantitative et qualitative des ressources en eau superficielle et souterraine, en respect des objectifs de qualité définis dans le troisième SDAGE  du Bassin Adour-Garonne qui couvre la période 2022-2027, approuvé le 10 mars 2022.

### Climat
Comme dans les trois quarts sud et ouest du département, le climat est océanique aquitain.

## Urbanisme

### Typologie
Au 1er janvier 2024, Fouqueure est catégorisée commune rurale à habitat dispersé, selon la nouvelle grille communale de densité à 7 niveaux définie par l'Insee en 2022.
Elle est située hors unité urbaine et hors attraction des villes,.

### Occupation des sols
L'occupation des sols de la commune, telle qu'elle ressort de la base de données européenne d’occupation biophysique des sols Corine Land Cover (CLC), est marquée par l'importance des territoires agricoles (68,5 % en 2018), une proportion sensiblement équivalente à celle de 1990 (69 %). La répartition détaillée en 2018 est la suivante : 
terres arables (60,2 %), forêts (25,7 %), zones agricoles hétérogènes (7,3 %), milieux à végétation arbustive et/ou herbacée (3 %), zones urbanisées (2,8 %), prairies (1 %). L'évolution de l’occupation des sols de la commune et de ses infrastructures peut être observée sur les différentes représentations cartographiques du territoire : la carte de Cassini (XVIIIe siècle), la carte d'état-major (1820-1866) et les cartes ou photos aériennes de l'IGN pour la période actuelle (1950 à aujourd'hui).

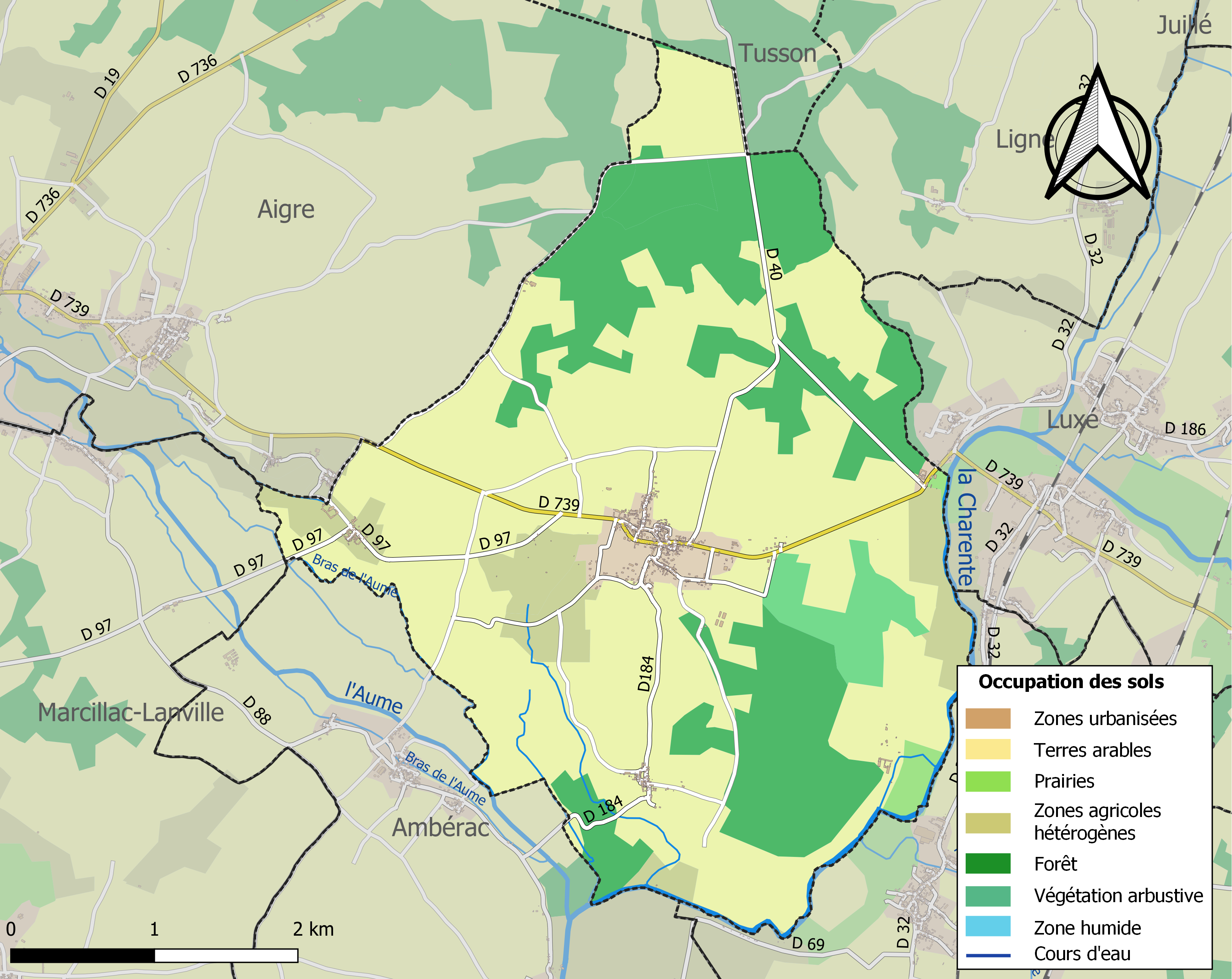
Carte des infrastructures et de l'occupation des sols de la commune en 2018 (CLC).

### Risques majeurs
Le territoire de la commune de Fouqueure est vulnérable à différents aléas naturels : météorologiques (tempête, orage, neige, grand froid, canicule ou sécheresse), inondations et séisme (sismicité modérée). Il est également exposé à un risque technologique, la rupture d'un barrage. Un site publié par le BRGM permet d'évaluer simplement et rapidement les risques d'un bien localisé soit par son adresse soit par le numéro de sa parcelle.

#### Risques naturels
Certaines parties du territoire communal sont susceptibles d’être affectées par le risque d’inondation par débordement de cours d'eau, notamment la Charente et l'Aume. La commune a été reconnue en état de catastrophe naturelle au titre des dommages causés par les inondations et coulées de boue survenues en 1982, 1999 et 2021,.

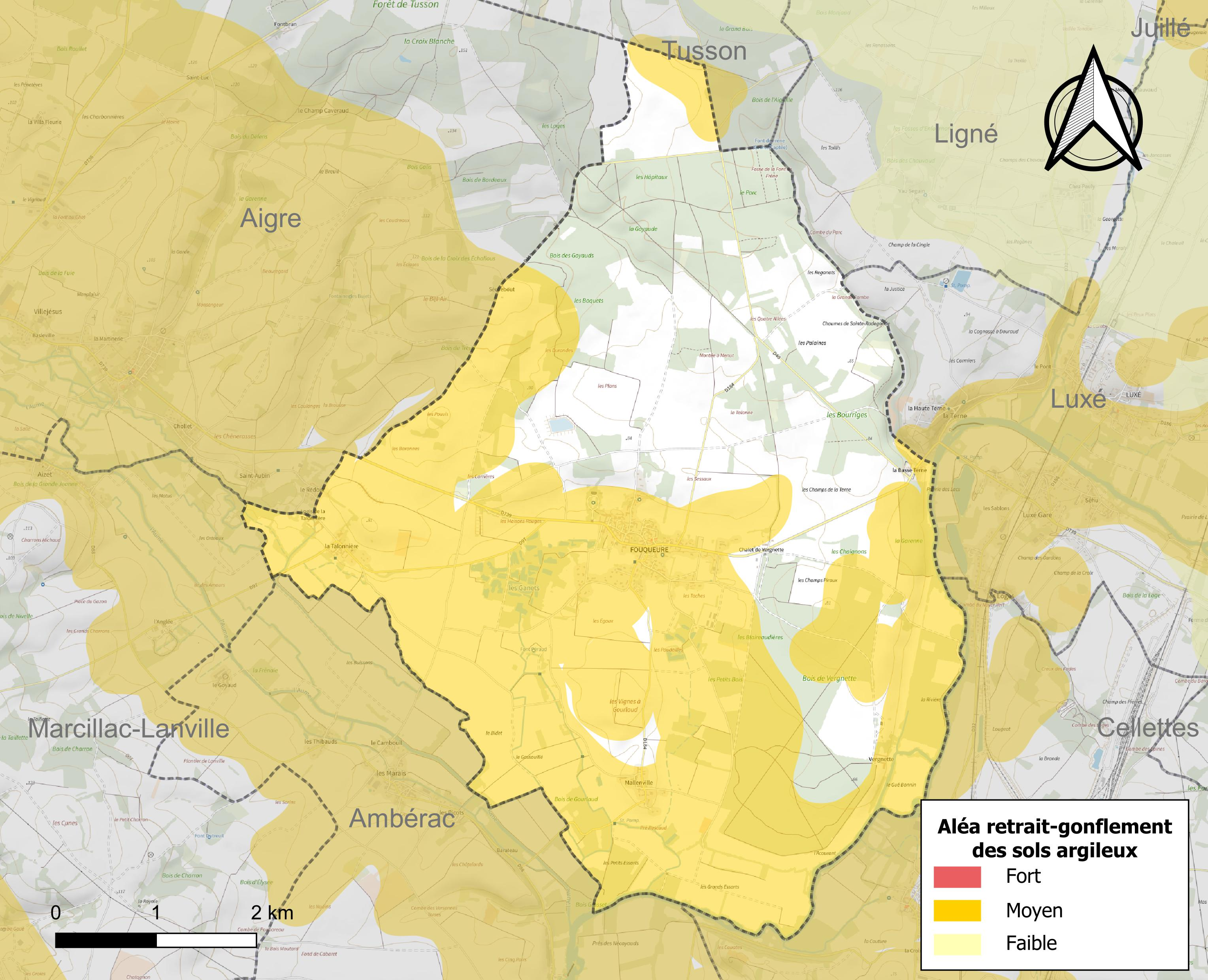
Carte des zones d'aléa retrait-gonflement des sols argileux de Fouqueure.

Le retrait-gonflement des sols argileux est susceptible d'engendrer des dommages importants aux bâtiments en cas d’alternance de périodes de sécheresse et de pluie. 61,2 % de la superficie communale est en aléa moyen ou fort (67,4 % au niveau départemental et 48,5 % au niveau national). Sur les 268 bâtiments dénombrés sur la commune en 2019,  255 sont en aléa moyen ou fort, soit 95 %, à comparer aux 81 % au niveau départemental et 54 % au niveau national. Une cartographie de l'exposition du territoire national au retrait gonflement des sols argileux est disponible sur le site du BRGM,.
Par ailleurs, afin de mieux appréhender le risque d’affaissement de terrain, l'inventaire national des cavités souterraines permet de localiser celles situées sur la commune.
Concernant les mouvements de terrains, la commune a été reconnue en état de catastrophe naturelle au titre des dommages causés par des mouvements de terrain en 1999.

#### Risques technologiques
La commune est en outre située en aval du barrage de Mas Chaban, un ouvrage de classe A. À ce titre elle est susceptible d’être touchée par l’onde de submersion consécutive à la rupture de cet ouvrage.

## Toponymie
Les formes anciennes sont Fulcodrium au XIIIe siècle, Folcuira, Foucuira au Moyen Âge.
L'origine du nom de Fouqueure remonterait à un nom d'homme gaulois Volca auquel est apposé duros, nom gaulois signifiant « forteresse », avec une attraction possible du nom d'homme germanique Folco.

## Histoire
Quelques vestiges préhistoriques ont été trouvés dans la commune, comme deux sépultures, ressemblant à celles de la Boixe.
Les vestiges d'une villa romaine et de thermes ont été trouvés au XIXe siècle à Villar, à l'ouest du bourg, en particulier deux belles mosaïques sont visibles au musée archéologique d'Angoulême. De nombreuses statuettes ont aussi été trouvées. Ce site est sans doute à mettre en parallèle avec les vestiges du petit théâtre romain tout proche découverts au XIXe siècle à la Terne (commune de Luxé), hélas détruits, et une voie romaine supposée se dirigeant vers Chassenon.
Au Moyen Âge, Fouqueure abritait une commanderie hospitalière, supposée d'origine templière.
Pendant la première moitié du XXe siècle, la commune était desservie par la petite ligne ferroviaire d'intérêt local à voie métrique des Chemins de fer économiques des Charentes allant de Saint-Angeau à Segonzac, et qui passait par Mansle et Luxé.
Au XXe siècle, l'industrie était représentée par la minoterie Sentier, à la Talonnière,.

## Administration
| Période                                  | Période  | Identité              | Étiquette | Qualité     |
| ---------------------------------------- | -------- | --------------------- | --------- | ----------- |
| Les données manquantes sont à compléter. |          |                       |           |             |
| 2001                                     | 2014     | Jean-Pierre Rossignol | SE        | Agriculteur |
| 2014                                     | En cours | Yves Flaud            |           |             |

### Fiscalité
La fiscalité est d'un taux de 18,80 % sur le bâti, 50,86 % sur le non bâti, 8,66 % pour la taxe d'habitation et 8 % de taxe professionnelle(chiffres 2007).
La communauté de communes  prélève 2,61 % sur le bâti, 6,06 % sur le non bâti, 1,09 % pour la taxe d'habitation et 1,45 % de taxe professionnelle.

## Démographie

### Évolution démographique
L'évolution du nombre d'habitants est connue à travers les recensements de la population effectués dans la commune depuis 1793. Pour les communes de moins de 10 000 habitants, une enquête de recensement portant sur toute la population est réalisée tous les cinq ans, les populations de référence des années intermédiaires étant quant à elles estimées par interpolation ou extrapolation. Pour la commune, le premier recensement exhaustif entrant dans le cadre du nouveau dispositif a été réalisé en 2008.

En 2022, la commune comptait 431 habitants, en évolution de +10,23 % par rapport à 2016 (Charente : −0,48 %, France hors Mayotte : +2,11 %).
| 1793  | 1800 | 1806 | 1821  | 1831  | 1841  | 1846  | 1851  | 1856  |
| ----- | ---- | ---- | ----- | ----- | ----- | ----- | ----- | ----- |
| 1 069 | 953  | 969  | 1 016 | 1 045 | 1 042 | 1 023 | 1 055 | 1 030 |

| 1861 | 1866 | 1872 | 1876 | 1881 | 1886 | 1891 | 1896 | 1901 |
| ---- | ---- | ---- | ---- | ---- | ---- | ---- | ---- | ---- |
| 980  | 975  | 948  | 915  | 879  | 831  | 760  | 740  | 709  |

| 1906 | 1911 | 1921 | 1926 | 1931 | 1936 | 1946 | 1954 | 1962 |
| ---- | ---- | ---- | ---- | ---- | ---- | ---- | ---- | ---- |
| 693  | 774  | 634  | 617  | 596  | 579  | 541  | 530  | 531  |

| 1968 | 1975 | 1982 | 1990 | 1999 | 2006 | 2008 | 2013 | 2018 |
| ---- | ---- | ---- | ---- | ---- | ---- | ---- | ---- | ---- |
| 490  | 471  | 437  | 426  | 428  | 428  | 426  | 392  | 414  |

| 2022 | - | - | - | - | - | - | - | - |
| ---- | - | - | - | - | - | - | - | - |
| 431  | - | - | - | - | - | - | - | - |

### Pyramide des âges
La population de la commune est relativement âgée.
En 2018, le taux de personnes d'un âge inférieur à 30 ans s'élève à 29,2 %, soit en dessous de la moyenne départementale (30,2 %). À l'inverse, le taux de personnes d'âge supérieur à 60 ans est de 35,5 % la même année, alors qu'il est de 32,3 % au niveau départemental.
En 2018, la commune comptait 201 hommes pour 213 femmes, soit un taux de 51,45 % de femmes, légèrement inférieur au taux départemental (51,59 %).
Les pyramides des âges de la commune et du département s'établissent comme suit.
| Hommes | Classe d’âge | Femmes |
| ------ | ------------ | ------ |
| 2,0    | 90 ou +      | 4,2    |
| 9,5    | 75-89 ans    | 13,6   |
| 19,9   | 60-74 ans    | 21,6   |
| 23,4   | 45-59 ans    | 20,7   |
| 14,9   | 30-44 ans    | 11,7   |
| 14,4   | 15-29 ans    | 14,6   |
| 15,9   | 0-14 ans     | 13,6   |

| Hommes | Classe d’âge | Femmes |
| ------ | ------------ | ------ |
| 1      | 90 ou +      | 2,7    |
| 9,2    | 75-89 ans    | 12     |
| 20,6   | 60-74 ans    | 21,3   |
| 20,7   | 45-59 ans    | 20,3   |
| 16,8   | 30-44 ans    | 16     |
| 15,6   | 15-29 ans    | 13,4   |
| 16,1   | 0-14 ans     | 14,3   |

## Équipements, services et vie locale

### Enseignement

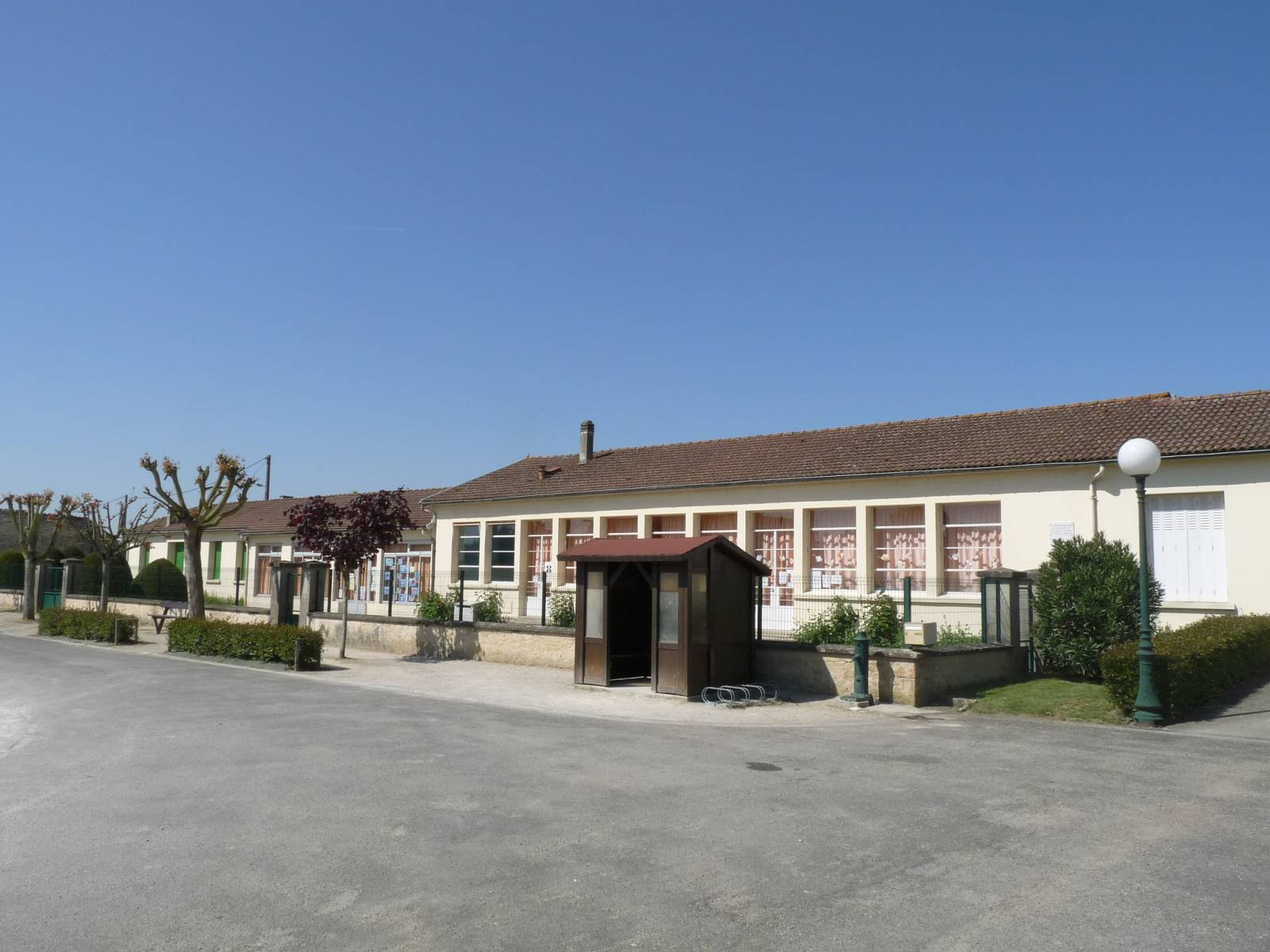
L'école.

L'école est un RPI entre Fouqueure et Tusson. Tusson accueille l'école élémentaire et Fouqueure l'école primaire. Le secteur du collège est Aigre.

## Lieux et monuments
L'église Saint-Étienne dépendait d'une commanderie templière, qui a été reprise par l'ordre de Malte. L'édifice daterait initialement du XIIe siècle. L'église est devenue paroissiale en 1710.  Elle a été restaurée en 1680 et au XIXe siècle. Les cloches Appolonie et Marie Bernard sont classées monument historique au titre objet depuis 1960.

L'église templière Saint-Étienne
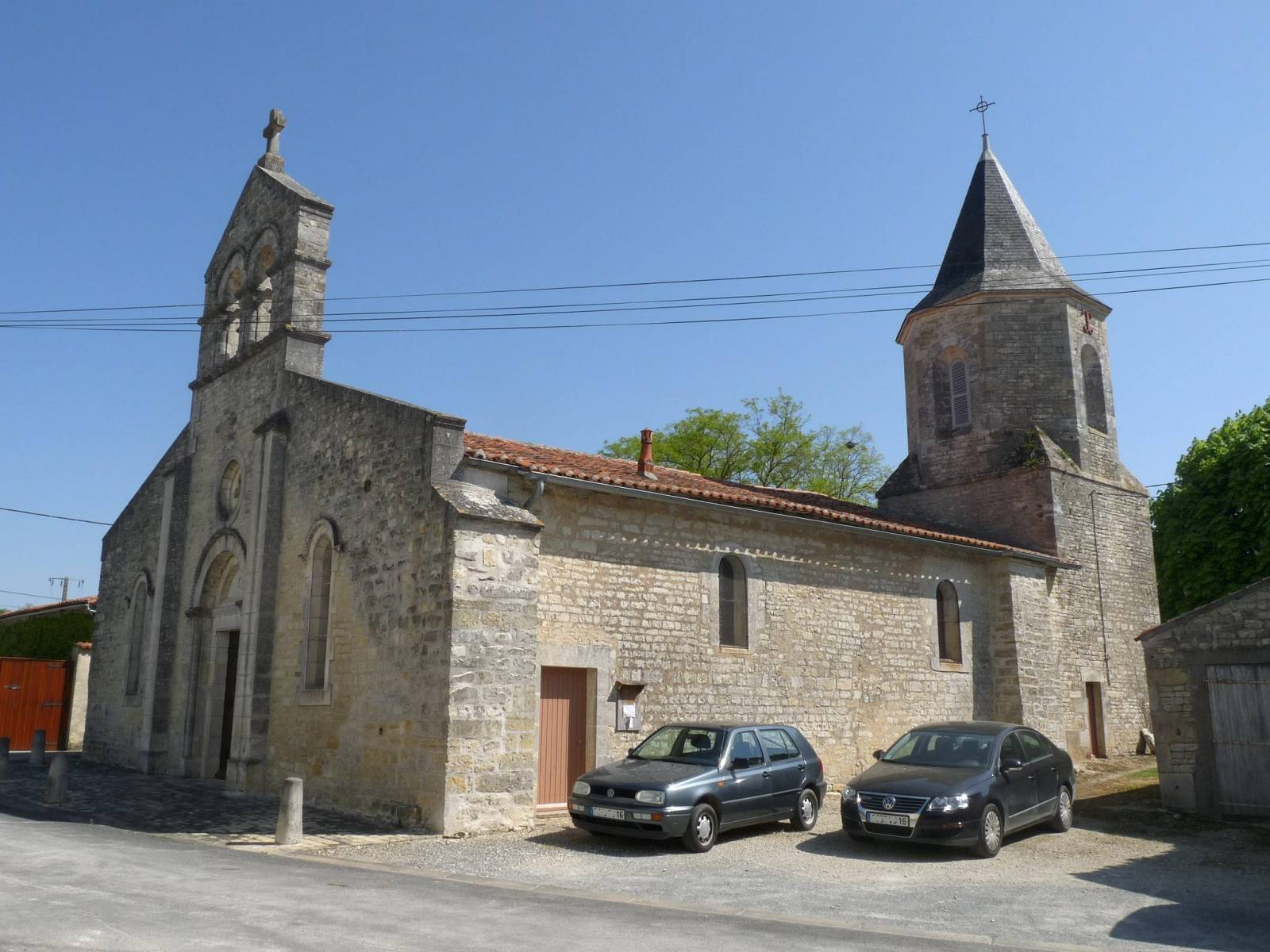
Vue générale.
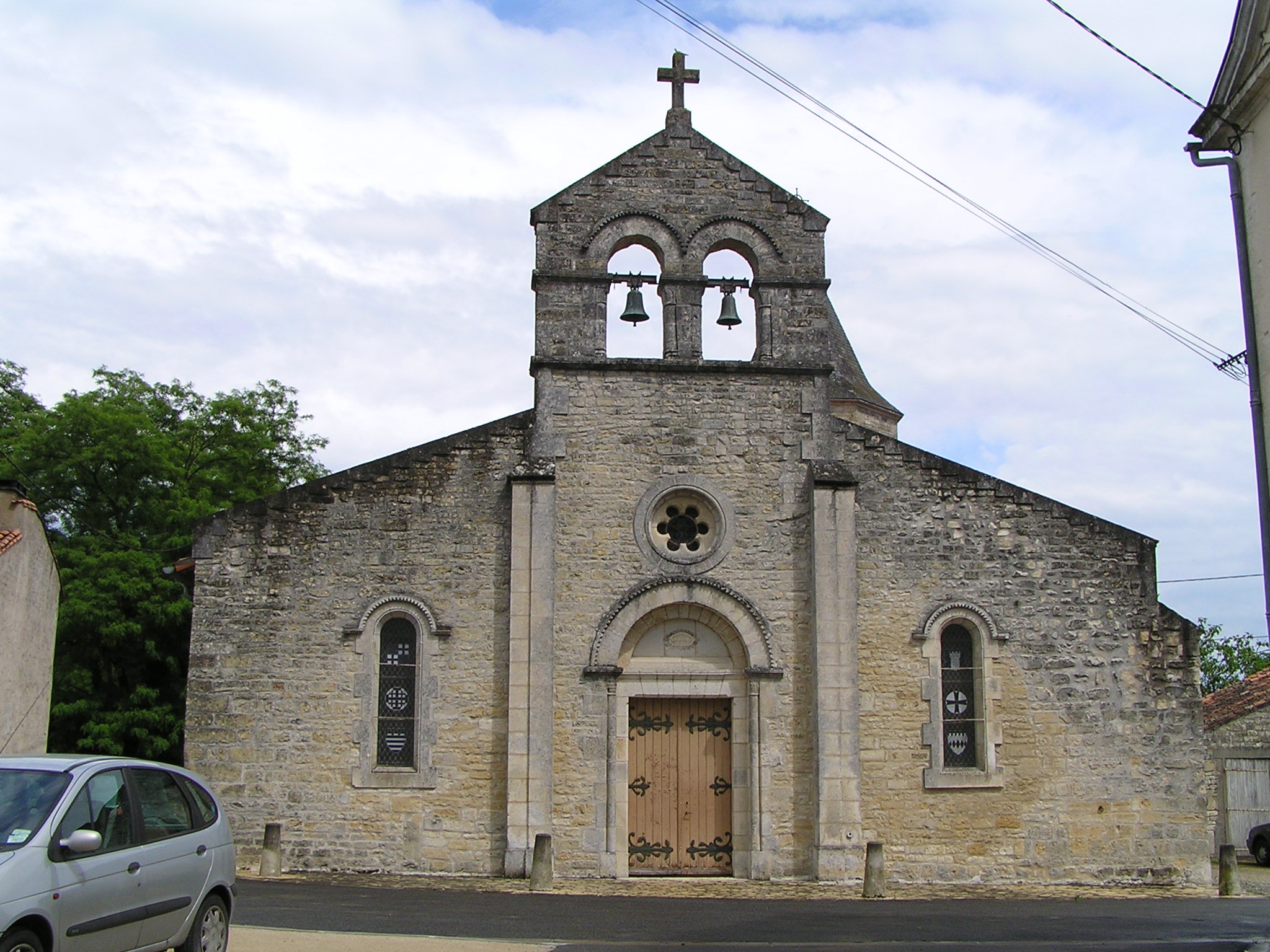
La façade.
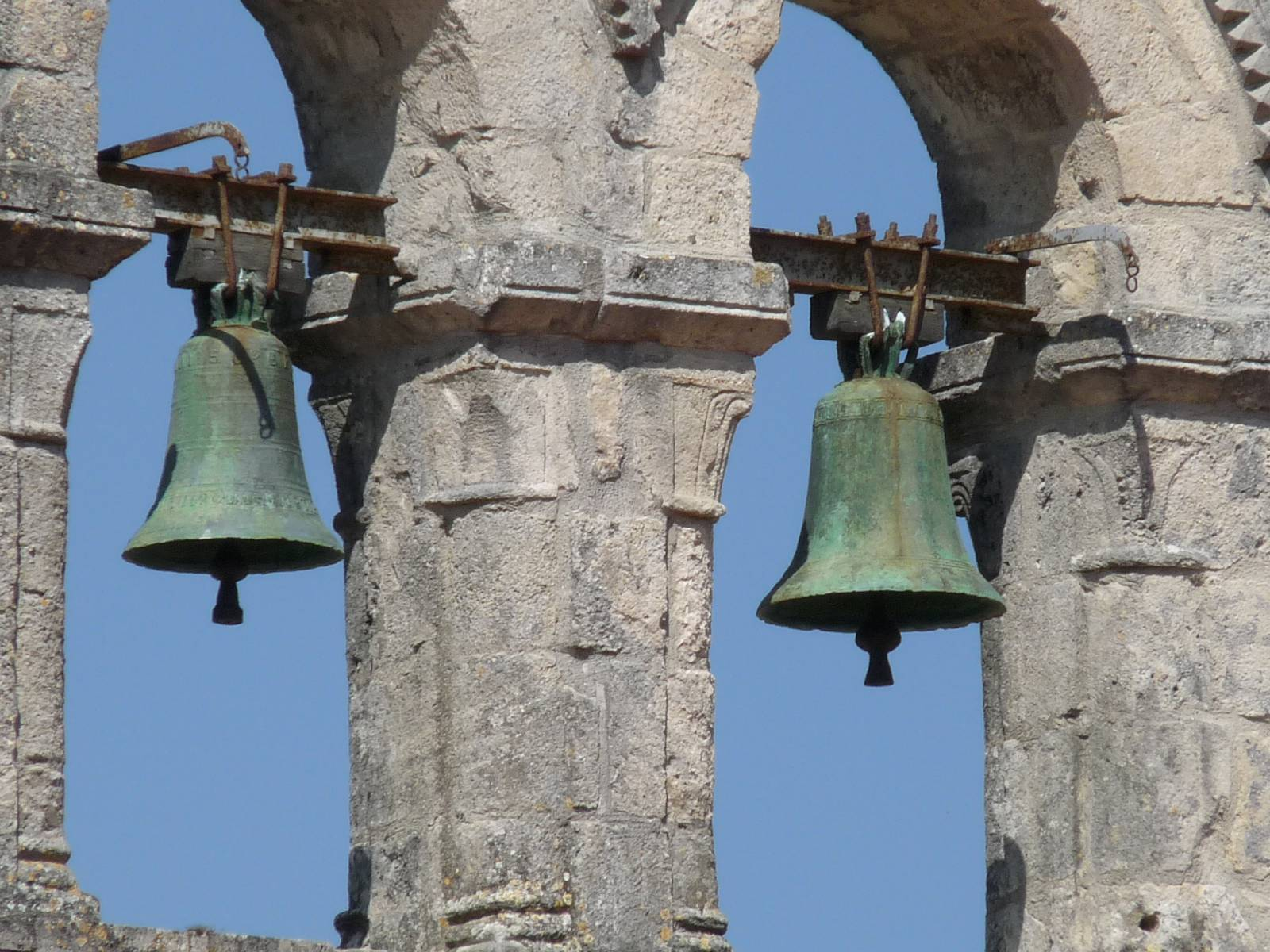
Les deux cloches
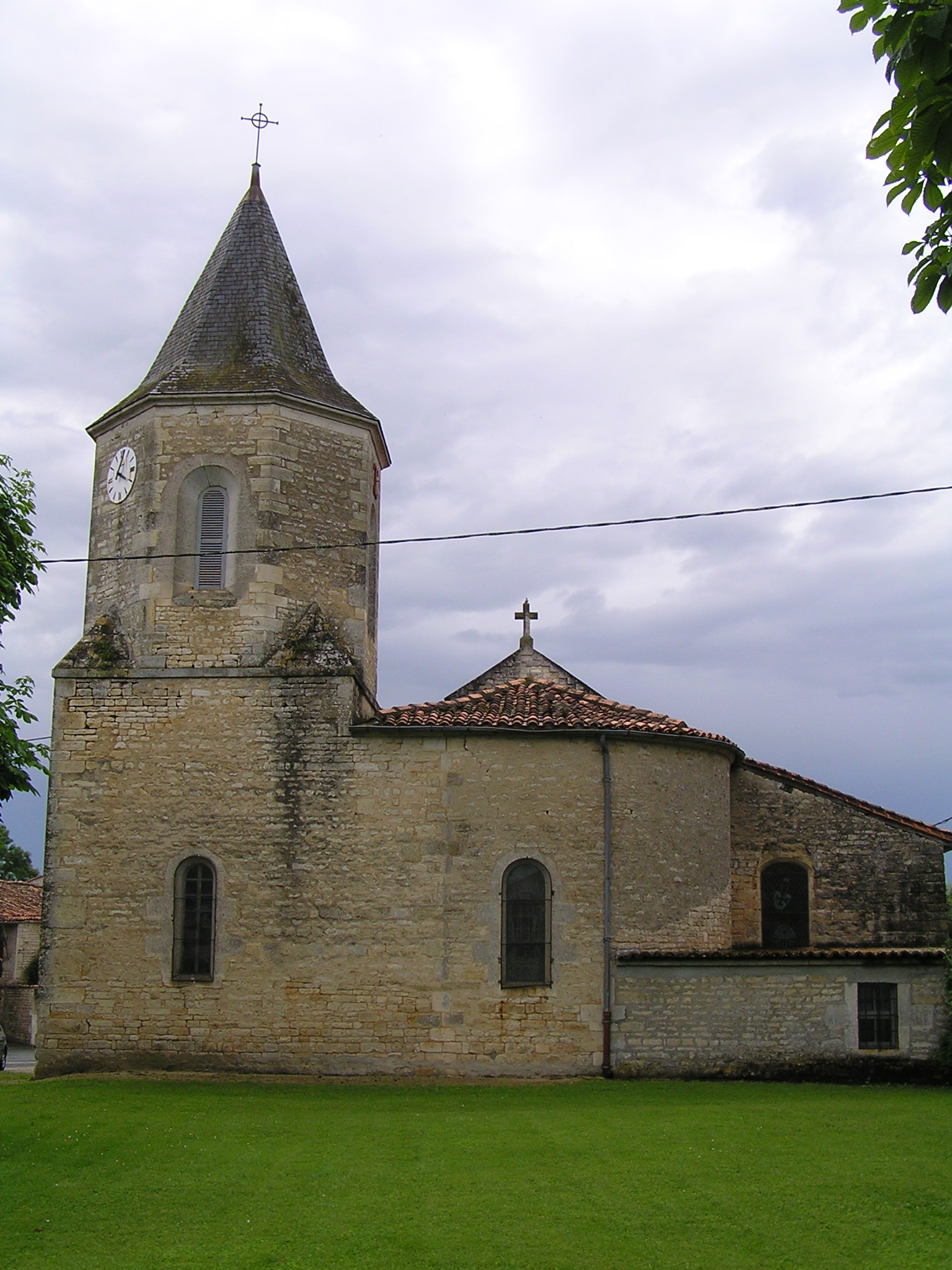
L'arrière.

## Personnalités liées à la commune
- Jean Marrot (1821-1893), homme politique né à Fouqueure, maire d'Angoulême, député de la Charente de 1881 à 1885.